# Hafsa Hatun
Hafsa Hatun (osmanisch حفصه خاتون) war Ehefrau des osmanischen Sultans Bayezid I. und Tochter von İsa Bey.

## Leben
Hafsa Hatun war die Tochter von İsa Bey, dem Herrscher des Beylik von Aydın. Sie wurde 1390 nach seiner Eroberung der Aydiniden mit Bayezid I. verheiratet. Ihr Vater hatte sich kampflos ergeben, und zwischen ihr und Bayezid wurde eine Ehe arrangiert. Danach wurde İsa Bey nach Iznik ins Exil geschickt, wo er später starb. Ihr Geburts- und Sterbedatum sind unbekannt. Nach ihr wurde eine Moschee namens Hafsa Hatun Camii gebaut.